# 村上信清
村上 信清（むらかみ のぶきよ）は、安土桃山時代から江戸時代初期の武将。

## 経歴
系譜によれば信濃村上氏の一族。祖父の代より上総国久留里城に住んで古河公方・小弓公方に属し、小弓公方滅亡後は里見氏に従ったという。天文23年（1554年）後北条氏の攻撃で父・成清が敗死する。この時、真勝寺の清心法印がまだ幼い信清・行遠兄弟を助けて城を落ち延び、兄弟は安房国に走った。
後年上総に帰り、天正18年（1590年）小田原征伐の陣中で徳川家康に仕官、上総国内に300石を知行する。当初は井伊直政に属した。弟の行遠が家老を務めていた縁で里見義康への使者を務め、功があった。慶長5年（1600年）関ヶ原の戦いののち、武蔵国橘樹郡長尾・上作延・下作延に200石を加増。寛永3年（1626年）77歳で死去。